# Regionplanering i Finland
Regionplanering i modern bemärkelse inleddes i Finland i samband med stiftandet av lagen om stadsplaner 1931. Lagen förutsatte att man i varje kommun gjorde upp en plan över den framtida bosättningens lokalisering och fysiska struktur samt byggandet i stads- och köpingsområden. Planen skulle också presenteras i form av kartor. År 1958 stiftades en ny byggnadslag, som inte längre var stadsplanekoncentrerad och som följaktligen kallades byggnadslag. I lagen stipulerades även om regionplaner och generalplaner. I glesbygdsområden talade man om byggnadsplan istället för stadsplan. Att uppgöra regionplan blev inte obligatoriskt i alla områden. Behovsprövning gällde också beträffande uppgörandet av generalplan. Frivilligheten uppfattades i många kretsar som en brist i lagen, och strax efter det att den nya byggnadslagen trätt i kraft inleddes arbetet med att åstadkomma förändringar. Det dröjde dock fram till 1969 innan lagen ändrades, och uppgörandet av regionplaner blev obligatoriskt i hela Finland och generalplaner också i alla städer och köpingar. Kommunerna fick till uppgift att grunda regionplansförbund bestående av "två eller flera kommuner". Man strävade efter förbund i ungefär samma storlek som de dåvarande länen, men lyckades inte helt med denna målsättning.  År 1969 ändrades byggnadslagen också genom att utarbetandet av strandplaner togs med. Till skillnad från andra planer vilade uppgörandet av strandplan på markägarens ansvar. I landskommunerna hade man länge motsatt sig en överordnad reglering av strandtomtsförsäljningen, som ju utgjorde en viktig inkomstkälla för markägarna. 
De regionplansförbund som avsågs i byggnadslagen bildades sedan mellan 1963 och 1972. De fick som namnet säger till uppgift att utarbeta regionplaner enligt föreskrifter givna av inrikesministeriet. Till en början inriktades verksamheten i regionplansförbunden på att utarbeta så kallade stomplaner i vilka presenterades tätorter (centralortssystemet), trafiknätet samt andra allmänna lösningar gällande viktiga markanvändningsformer. Nästa steg var att utarbeta planer för skydds- och rekreationsområden, varefter övriga markanvändningsformer togs upp till behandling. I Finland har över 70 regionplaner fastställts. 
Regionplansförbunden upplöstes 1994, då regionplansarbetet övertogs av de nyetablerade landskapsförbunden. Markanvändnings- och bygglagen, som trädde i kraft 2000, innebar att landskapsförbunden övergick till att utarbeta landskapsplaner. Även dessa fastställs av miljöministeriet. Vid uppgörandet av landskapsplanerna beaktar de 19 landskapsförbunden på fastlandet de riksomfattande mål för områdesanvändningen som uppställts av myndigheter på statsnivå. Landskapen utarbetar även landskapsprogram i vilka strategiska mål, för bland annat utvecklandet av näringarna, uppställs. I programmen beaktas de riksomfattande målen för regionalutvecklingen samt andra statliga förvaltningsmässiga planer och program. Dessutom spelar EU-programmen en viktig roll då landskapen utarbetar sina landskapsprogram. Landskapsplanen och -programmet påverkar naturligtvis varandra och tillsammans utgör de vad som kallas en landskapsöversikt. Landskapsöversikten innefattar alltså målsättningar och till dem anslutna åtgärder både vad gäller områdesanvändningen och den sektorbaserade utvecklingen i landskapet. Landskapsplanen, som ingår i landskapsöversikten, drar upp allmänna ramar för den planering och det beslutsfattande som görs på kommunal nivå. 
På kommunal nivå uppgörs idag generalplaner och detaljplaner för både tätorter och landsbygdsområden. Generalplanen har utvecklats till en synnerligen mångsidig plantyp. Beroende på behovet kan det vara fråga om en översiktlig plan som gäller samhällsstrukturen och dess utvecklingsmål, eller en konkret plan som direkt styr byggandet i kommunen. Med detaljplanläggningen styrs byggandet mera i detalj. I takt med att generalplanläggningen har brett ut sig har detaljplanerna kommit att omfatta allt mindre områden. Ofta utarbetas de tidsmässigt i nära kontakt med det praktiska genomförandet av dem. De ändringar som gjordes i byggnadslagen i slutet av 1990-talet har gett kommuninvånarna en ökad insyn i planeringen och möjliggjort ett deltagande redan i planeringens inledningsskede.